# Daniel Putkiewicz
Daniel Putkiewicz (ur. 4 października 1976 w Warszawie) – polski polityk i samorządowiec, od 2018 roku burmistrza miasta i gminy Piaseczno.

## Życiorys
Absolwent politologii na Uniwersytecie Warszawskim, gdzie specjalizował się w administracji publicznej. Ukończył także studia podyplomowe z zakresu urbanistyki i gospodarki przestrzennej na Politechnice Warszawskiej oraz studia podyplomowe w Szkole Biznesu Politechniki Krakowskiej.

## Kariera samorządowa
Z Urzędem Miasta i Gminy Piaseczno związany jest od 2001 roku. W 2003 roku objął stanowisko kierownika biura promocji i informacji gminy. W latach 2006–2010 pełnił funkcję radnego Powiatu Piaseczyńskiego będąc m.in. Przewodniczącym Rady Powiatu. W 2007 roku został pełnomocnikiem burmistrza ds. rozwoju gminy, koordynując kwestie związane z transportem publicznym, rewitalizacją oraz pozyskiwaniem funduszy zewnętrznych. W 2010 roku został powołany na stanowisko Zastępcy Burmistrza Miasta i Gminy Piaseczno, gdzie przez dwie kadencje realizował projekty dotyczące rewitalizacji miasta, poprawy jakości przestrzeni publicznej oraz rewaloryzacji terenów zielonych. W Wyborach Samorządowych w 2018 został wybrany na stanowisko Burmistrza Piaseczna w II turze wyborów. W wyniku wyborów samorządowych w 2024 roku został ponownie wybrany na stanowisko Burmistrza Miasta i Gminy Piaseczno w pierwszej turze wyborów.